# Abdelhadi Soudi
Abdelhadi Soudi ist ein marokkanischer Linguist und Professor an der École Nationale de L’Industrie Minérale in Rabat, Marokko. Er forscht im Bereich der angewandten und theoretischen Linguistik zu den Themen Sprachtechnologie, Computerlinguistik, Maschinelle Übersetzung, computergestütztes Lernen von Sprachen und Question-Answering.

## Studium und Tätigkeit
Nach einem linguistischen Abschluss an der Ibn Zohr University, Agadir im Jahr 1991 absolvierte Soudi 1993 und 1996 zwei Masterstudiengänge (diplôme d’études approfondies und diplôme d’études supérieures) an der Universität Mohammed V in Rabat, ebenfalls im Bereich der Linguistik. Gleichzeitig machte er einen Abschluss als Programmierer am Institute of Computer Science and Management (IFIAG) in Rabat. Seine Dissertation A Computational Lexeme-Based Treatment of Arabic Morphology im Bereich der Computerlinguistik verfasste er 2002 an der Universität Mohammed V. (in Zusammenarbeit mit dem Carnegie Mellon’s Language Technologies Institute).
Derzeit ist Soudi Leiter des Centre de Langues et Communication der École Nationale de L’Industrie Minérale in Rabat. Er leitet außerdem das multidisziplinäre Forschungsteam Language Engineering, Technologies and Handicap, ist Beiratsmitglied der Arab-German Young Academy of Sciences and Humanities und Vertrauenswissenschaftler der Alexander von Humboldt-Stiftung für Marokko.

## Forschung
Soudi verbrachte zahlreiche Forschungsaufenthalte an Universitäten und Sprachlaboren. Unter anderem war er mehrere Male als Fulbright-Stipendiat in den USA und mit Unterstützung der Alexander von Humboldt-Stiftung in Deutschland. Andere Forschungsaufenthalte führten ihn nach Belgien, Großbritannien, Italien, Libyen, in die Schweiz und die Niederlande. Während und außerhalb dieser Forschungsaufenthalte leitete und beteiligte er sich an mehreren Konferenzen (Näheres dazu auf der unten angeführten Webseite Soudis).
An folgenden Projekten ist bzw. war Soudi beteiligt:
- 2014–2016: Projektleiter von Tools and Resources to improve Deaf Educational Access to Science Technology Engineering and Mathematics[3] Das Projekt wird finanziert von der United States Agency for International Development zusammen mit der National Academy of Sciences und der National Science Foundation (USA).
- 2012–2014: Projektleiter von Assistive Technologies for Improving Literacy among the Deaf and Hard of Hearing.[4] Das Projekt wird finanziert von der United States Agency for International Development zusammen mit der National Academy of Sciences und der National Science Foundation (USA) und hat die Entwicklung einer Software zum Ziel, die die marokkanische Gebärdensprache ins Arabische und aus dem Arabischen übersetzt.
- 2011–2012: Projektleiter von Affordable Design and Entrepreneurship – Morocco in Zusammenarbeit mit dem Franklin W. Olin College of Engineering und dem Babson College (USA). Das Projekt wurde von der US-Botschaft in Marokko zusammen mit der marokkanischen Fulbright Alumni Association finanziert.
- 2005–2006: Initiator einer Forschungs- und Bildungskooperation zwischen den USA und Marokko im Bereich der Sprachtechnologien, finanziert durch die National Science Foundation (USA).
- Projektleiter eines Projekts zur regelbasierten maschinellen Übersetzung (Englisch–Arabisch), finanziert vom marokkanischen Centre National pour la Recherche Scientifique et Technique (CNRST).
- 2004–2005: Ko-Leiter eines Forschungsprojekts zur Entwicklung von linguistischen Werkzeugen, die die (maschinelle) Übersetzung vom Arabischen ins Italienische und umgekehrt unterstützen. Das Projekt wurde in Zusammenarbeit mit dem Istituto di Linguistica Computazionale, Pisa durchgeführt und gemeinsam vom CNRST (Marokko) und dem Nationalen Zentrum für Forschung (Italien) finanziert.
- 2004–2006: Mitarbeiter bei NEMLAR (Network for Euro-Mediterranean Language Resources), einem Projekt zur Entwicklung von Sprachressourcen, finanziert von der Europäischen Union.[5]

## Mitgliedschaften
- Gründungspräsident der Maghreb-Alexander von Humboldt Alumni Association
- Association for Computational Linguistics (ACL)
- Arab-German Young Academy of Sciences and Humanities
- Association for Machine Translation in the Americas (AMTA)
- Gründungsmitglied der marokkanischen Fulbright Alumni Association[6]

## Publikationen

### Bücher
- Abdelhadi Soudi, Antal van den Bosch, Günter Neumann (Hrsg.): Arabic Computational Morphology: Knowledge-based and Empirical Methods. Springer, Dordrecht 2007, ISBN 978-1-4020-6046-5.
- Abdelhadi Soudi, Dafydd Gibbon, Günter Neumann, Justus Roux (Hrsg.): Proceedings of the Alexander von Humboldt Kolleg Human Language Technologies in Africa: Status and Prospects. Rabat 2008.
- Abdelhadi Soudi, Ali Farghaly, Günter Neumann, Rabih Zbib (Hrsg.): Challenges for Arabic Machine Translation. Benjamins, Amsterdam/Philadelphia 2012, ISBN 978-90-272-4995-1.

### Beiträge
- Abdelhadi Soudi, Günter Neumann, Antal van den Bosch: Arabic Computational Morphology: Knowledge-based and Empirical Methods. In: Abdelhadi Soudi, Antal van den Bosch, Günter Neumann (Hrsg.): Arabic Computational Morphology: Knowledge-based and Empirical Methods. Springer, Dordrecht 2007, ISBN 978-1-4020-6046-5, S. 3–14.
- Antal van den Bosch, Erwin Marsi, Abdelhadi Soudi: Memory-based Morphological Analysis and Part-of-speech Tagging of Arabic.In: Abdelhadi Soudi, Antal van den Bosch, Günter Neumann (Hrsg.): Arabic Computational Morphology: Knowledge-based and Empirical Methods. Springer, Dordrecht 2007, ISBN 978-1-4020-6046-5, S. 201–217.
- Nizar Habash, Abdelhadi Soudi, Timothy Buckwalter: On Arabic Transliteration. In: Abdelhadi Soudi, Antal van den Bosch, Günter Neumann (Hrsg.): Arabic Computational Morphology: Knowledge-based and Empirical Methods. Springer, Dordrecht 2007, ISBN 978-1-4020-6046-5, S. 15–22.
- Violetta Cavalli-Sforza, Abdelhadi Soudi: Arabic Computational Morphology: A Tradeoff Between Multiple Operations and Multiple Stems. In: Abdelhadi Soudi, Antal van den Bosch, Günter Neumann (Hrsg.): Arabic Computational Morphology: Knowledge-based and Empirical Methods. Springer, Dordrecht 2007, ISBN 978-1-4020-6046-5, S. 89–114.
- Rabih Zbib, Abdelhadi Soudi: Introduction: Challenges for Arabic Machine Translation. In: Abdelhadi Soudi, Ali Farghaly, Günter Neumann, Rabih Zbib (Hrsg.): Challenges for Arabic Machine Translation. Benjamins, Amsterdam/Philadelphia 2012, ISBN 978-90-272-4995-1, S. 1–13.